# Tatort: Der scheidende Schupo
Der scheidende Schupo ist ein Fernsehfilm aus der Krimireihe Tatort. Der vom MDR produzierte Beitrag wurde am 5. Februar 2017 im Ersten und im SRF 1 ausgestrahlt. In dieser 1010. Tatort-Folge ermitteln die Weimarer Kommissare Lessing und Dorn in ihrem vierten Fall.

## Handlung
Der Polizist Ludwig Maria Pohl, genannt Lupo, fährt mit einem Strauß Rosen in das Museum der traditionsreichen Porzellanmanufaktur Scholder, um seine langjährige Freundin Andrea, die dort als Museumsführerin arbeitet, zu überraschen. Er gesteht ihr jedoch nicht seine Liebe, sondern trennt sich von ihr. Diese mäht daraufhin wütend mit einer elektrischen Heckenschere Lupos Rosengarten nieder. Dabei bringt sie unbeabsichtigt eine zwischen den Rosen versteckte Bombe zur Detonation und stirbt. Kurz darauf wird eine tödliche Rizin-Vergiftung bei Lupo festgestellt – er wird nach Einschätzung des Pharmakologischen Instituts Jena in zwei Tagen sterben. Die hohe Konzentration des Giftes deutet darauf hin, dass es sich um einen zweiten, diesmal erfolgreichen Mordversuch an Lupo handelt.
Im Zuge der Ermittlungen untersuchen Dorn und Lessing Lupos Wohnung und finden dessen Testament. Lupo hat eine ältere Frau namens Olga Kruschwitz als seine Alleinerbin eingesetzt. Außerdem stoßen sie auf notariell beglaubigte Unterlagen, aus denen hervorgeht, dass er am Tag zuvor eine Burg im Wert von sechs Millionen Euro erworben hat.
Die beiden Ermittler fahren zu Olga Kruschwitz. Diese lebt in der Hausmeisterwohnung der Burg, die Lupo gekauft hat und in der sich auch das Porzellanmuseum befindet. Im Gespräch mit Olga erfahren sie, dass Lupos Mutter als Sekretärin in der Porzellanfabrik gearbeitet hat und Lupo in den betriebseigenen Kindergarten ging. Dort war Olga seine Kindergärtnerin. Daher habe sie auch immer gewusst, dass Lupo in Wahrheit der Sohn des kürzlich verstorbenen Besitzers der Porzellanmanufaktur sei. Dieser habe sich aber nie zu seinem Sohn bekannt. Olga habe nach dem Tod des Porzellanfabrikbesitzers einen Vaterschaftstest durchführen lassen, um Lupo zu seinem rechtmäßigen Erbanteil zu verhelfen. Sie treffen auch auf Olgas etwas einfältigen Sohn Ringo, der von Lessing beim Einbruch in die Wohnung seiner Mutter ertappt wird. Da die Mutter keine Anzeige erstatten will, lassen sie ihn wieder gehen.
Im weiteren Verlauf geraten immer mehr Personen unter Mordverdacht. Olga käme aufgrund von Lupos Testament in Betracht. Auch Desiree und Amelie Scholder, Töchter des verstorbenen Porzellanfabrikanten und somit Lupos Halbschwestern und ebenfalls Erben, hätten ein Mordmotiv, da sie sich erbittert um das Vermächtnis ihres Vaters streiten. Amelie vermutet zudem, dass Desiree den gemeinsamen Vater umgebracht hat, indem sie sein Auto kurz vor seinem tödlichen Unfall manipulieren ließ.
Lupo dagegen ist überzeugt, dass Ringo sein Mörder ist. Dieser war vor einigen Jahren nach einem Tankstellenüberfall von Lupo festgenommen worden und wurde erst vor drei Wochen aus dem Gefängnis entlassen. Als Ringo im Krankenhaus erscheint und versucht, Lupo mit einem Kissen zu ersticken, wird er von Lupo mit einer Pistole zurückgedrängt. Die Waffe hatte Olga zuvor ins Krankenhaus geschmuggelt und Lupo zugesteckt. Ringo kann flüchten. Lupo nimmt darauf Kurt Stich, den Vorgesetzten der Polizisten, als Geisel und verlangt, dass man ihm Ringo ausliefert. Dorn und Lessing sind zwar überzeugt, dass Ringo die Bombe in Lupos Garten gelegt hat, glauben aber nicht, dass er auch derjenige ist, der Lupo vergiftet hat.
Auch die familiären Verhältnisse der Scholders werden zunehmend unübersichtlich: Amelie ist die heimliche Geliebte von Ringo und vermutet, dass das genetische Material, welches für den Vaterschaftstest verwendet wurde, nicht von Lupo, sondern von Ringo stammt. Dann wäre Ringo nicht nur ebenfalls ein Erbe, sondern auch ihr Halbbruder. Amelies Vermutung bleibt jedoch unbewiesen, da Ringo von Desiree mit einer Porzellan-Teekanne erschlagen wird. Desiree wiederum hat sich Lothar Brack sexuell hörig gemacht, der sowohl Syndikus der Scholderschen Porzellanfabrik als auch Ringos Anwalt ist und als Notar Lupos Unterlagen zum Erwerb der Burg beglaubigt hat. Er wird von Dorn und Lessing auf frischer Tat ertappt, als er Ringos Leiche in einem Gartenhäcksler zerkleinern will. Später wird klar, dass Lothar ein tatsächlicher Halbbruder der Scholder-Schwestern ist, da Lessing bei ihm dieselben Symptome eines erblich bedingten Syndroms erkennt, die auch der verunfallte Vater Scholder auf der letzten Mailbox-Nachricht an Amelie kurz vor seinem Tod zeigte.
Lupo ist mittlerweile der festen Ansicht, dass nicht Ringo, sondern Desiree für seine Vergiftung verantwortlich ist. Diese hatte Lupo einen Tag zuvor aufgesucht, um mit ihm über Firmenbelange zu reden, da er ja nun Mitinhaber des Betriebs war. Dabei brachte sie ihm Kakao mit, den Lupo in großen Mengen zu trinken pflegt. In Resten des Kakaos aus seiner Wohnung waren später Spuren von Rizin gefunden worden. Um sie zur Rechenschaft zu ziehen, verabredet er sich mit ihr auf dem Firmengelände der Porzellanfabrik. Dort wird Desiree jedoch von Amelie mit einem Kleintransporter angefahren, in die Fabrik gebracht und auf dem Förderband eines Brennofens festgeschnallt. Dorn und Lessing können sie in letzter Minute befreien, wobei Lessing allerdings fast selbst in den aufgeheizten Ofen befördert wird, da sich ein Ärmel seines Jacketts verfängt. Kira Dorn kann das Förderband aber noch rechtzeitig abschalten.
Schließlich stellt sich heraus, dass Olga den Vaterschaftstest initiiert hat. Sie wollte sich an den Erben Scholders für den geplanten Verkauf der Burg rächen, der sie ihre Wohnung gekostet hätte. Auch für Lupos Vergiftung ist sie ungewollt verantwortlich. Mit dem Rizin hatte sie eigentlich ihren Sohn Ringo umbringen wollen. Sie war überzeugt, dass Ringo der Bombenleger ist und wollte verhindern, dass dieser Lupo ermordet. Kurz vor Ringos Erscheinen bekam sie jedoch Besuch von Lupo. Er aß von dem eigentlich für ihren Sohn bestimmten Kuchen, ohne etwas vom Gift darin zu wissen. Olga konnte dies nur noch entsetzt mit ansehen, als es bereits zu spät war. Um zu verhindern, dass Lupo glaubt, sie habe ihn umbringen wollen, verschwieg sie das Gift im Kuchen und versuchte, durch das Legen falscher Spuren den Verdacht von sich abzulenken.
Lupo überlebt die Vergiftung, da sein Immunsystem völlig unerwartet dazu in der Lage ist, Antikörper zu bilden.

## Hintergrund

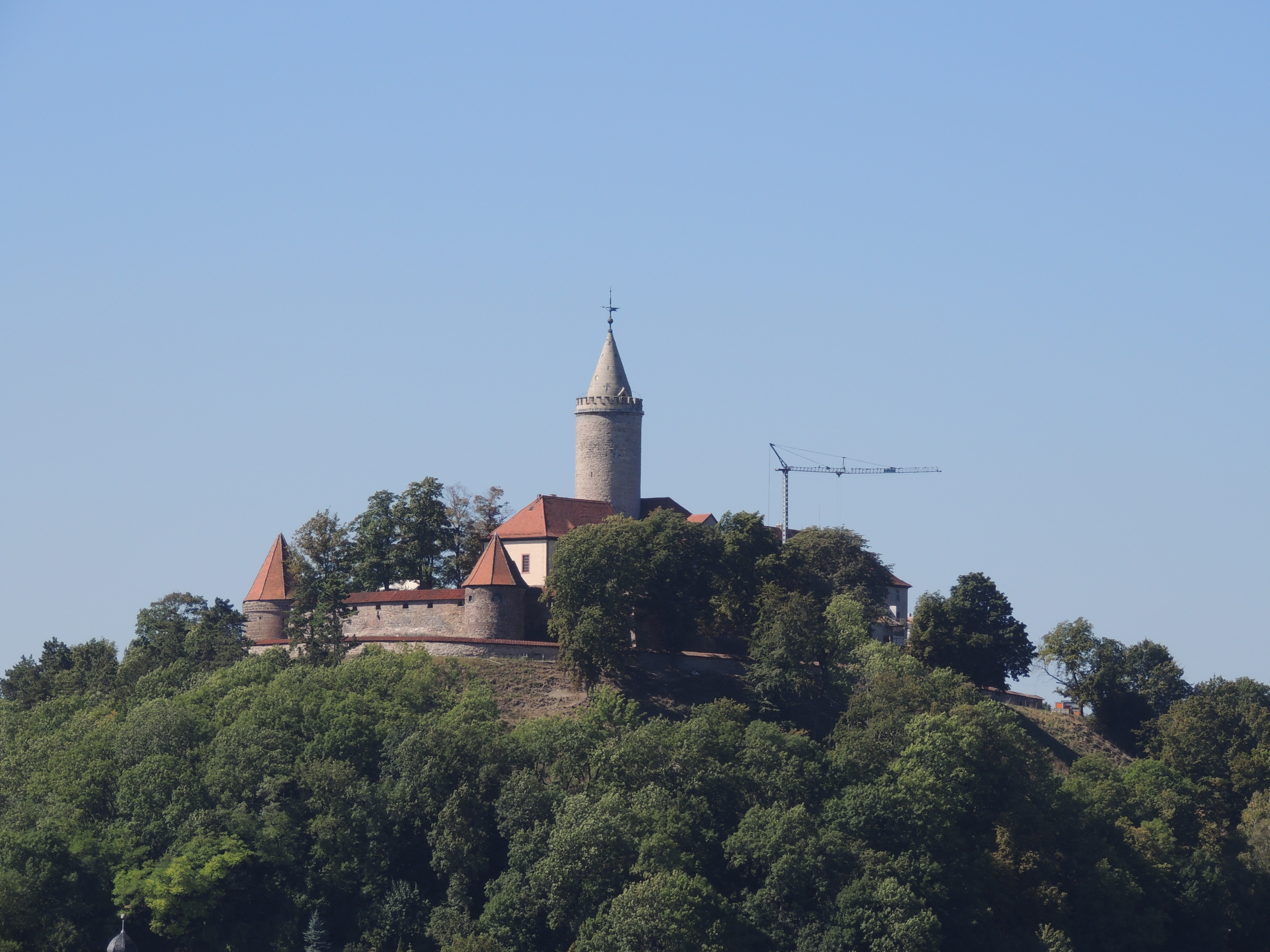
Einer der Drehorte: Die Leuchtenburg

Der Film wurde vom 23. Februar 2016 bis zum 23. März 2016 in Weimar und Umgebung gedreht. Als fiktive „Burg Schwanitz“ diente die Leuchtenburg bei Seitenroda im Saale-Holzland-Kreis, einige Szenen spielen in den dortigen Porzellanwelten Leuchtenburg.
Das zu der Vergiftung benutzte Rizin entstammt den Rizinuspflanzen, die Olga in ihrem Garten hatte. Die Möglichkeit, gegen das Gift ein Gegenmittel zu finden, ist derzeit nicht gegeben. Auch die spontan einsetzende Produktion von Antikörpern des eigenen Immunsystems ist nicht möglich.

## Rezeption

### Kritiken
Bei Spiegel online bewertete Christian Buß den Film mit acht von zehn möglichen Sternen und lobte ihn für seinen Humor. Der Regisseur setze „elegant das Räderwerk der Groteske in Bewegung. Blumenduft, barocke Wortgewalt und im Kofferraum ein muffelndes Gerät zur Fäkalverwahrung namens Exkremer 700: Hier geht das Lyrische und das Kreatürliche gut zusammen.“

„Tatort-Puristen, die gerne einen Täter jagen, der es auch ernst meint mit seinen Verbrechen, werden sich mit diesem munteren Reigen […] vermutlich eher schwertun. […] Die zahlreichen Wendungen dieser Geschichte verliert man irgendwann ein wenig aus den Augen.“

Der Film-Dienst meinte über den Film, dass „dessen hanebüchene Handlung aus einer verstaubten ‚Krimikiste‘ früherer Jahrzehnte“ stamme und dass er einige „großartige komödiantische Momente, lustvoll überdrehte Skurrilitäten sowie brillante lakonische Dialoge“ enthalte.

### Einschaltquote
Die Erstausstrahlung von Der scheidende Schupo am 5. Februar 2017 wurde in Deutschland von 9,22 Millionen Zuschauern gesehen und erreichte einen Marktanteil von 24,7 % für Das Erste.  In der Schweiz wurde der Tatort auf SRF 1 von 400.000 Zuschauern geschaut und erreichte einen Marktanteil von 20,1 %.

### Auszeichnungen
- 14. Quotenmeter.de-Fernsehpreis für Nora Tschirner als Beste Hauptdarstellerin einer Serie oder Reihe